# Thoothukkudi
Thoothukkudi (தூத்துக்குடி în tamilă), cunoscut și ca Tuticorin, este un oraș în India, din statul Tamil Nadu.
Orașul mai este cunoscut și ca Orașul Perlelor, datorită activităților de cules perle care se desfășoară aici. O altă activitate economică practicată în Thoothukkudi este construcția navală.